# 第66回全国高等学校ラグビーフットボール大会
第66回全国高等学校ラグビーフットボール大会（だい66かいぜんこくこうとうがっこうラグビーフットボールたいかい）は、1986年（昭和61年）12月28日から1987年（昭和62年）1月7日まで近鉄花園ラグビー場にて行われた、全国高校ラグビー選手権である。優勝は東京都の國學院久我山高校。（4回目）

## 概要
- 今大会から大分舞鶴が第98回大会まで連続出場を続けていた。

### 日程
- 12月28日 1回戦
- 12月30日 2回戦
- 1月1日 3回戦
- 1月3日 準々決勝
- 1月5日 準決勝
- 1月7日 決勝

## 出場校
※マークがシード校
北海道・東北
- 北北海道代表 - 北見北斗 （5年連続21回目）
- 南北海道代表 - 函館有斗 （4年連続5回目）
- 青森代表 - 三本木農 （2年ぶり3回目）
- 岩手代表 - 黒沢尻工 （10年連続18回目）
- 宮城代表 - 石巻 （2年ぶり3回目）
- 秋田代表 - 秋田工※ （10年連続47回目）
- 山形・福島代表 - 勿来工（福島） （16年ぶり2回目）

関東
- 茨城代表 - 茗溪学園※ （2年連続2回目）
- 栃木代表 - 作新学院 （2年連続4回目）
- 群馬代表 - 東農大二 （2年連続3回目）
- 埼玉代表 - 熊谷工※ （4年連続18回目）
- 千葉代表 - 県千葉 （初出場）
- 東京第一地区代表 - 国学院久我山※ （2年ぶり15回目）
- 東京第二地区代表 - 大東大一※ （3年連続7回目）
- 神奈川代表 - 相模台工※ （3年連続8回目）
- 山梨代表 - 日川※ （9年連続18回目）

東海・北信越
- 新潟代表 - 新潟 （2年連続2回目）
- 長野代表 - 岡谷工 （3年連続3回目）
- 富山代表 - 砺波 （3年連続4回目）
- 石川代表 - 鶴来 （初出場）
- 福井代表 - 若狭農林 （5年連続10回目）
- 静岡代表 - 清水南 （2年ぶり13回目）
- 愛知代表 - 西陵商※ （2年ぶり19回目）
- 岐阜代表 - 関商工 （3年ぶり12回目）
- 三重代表 - 木本 （2年ぶり3回目）

近畿
- 滋賀代表 - 八幡工 （3年連続6回目）
- 京都代表 - 東山※ （初出場）
- 大阪第一地区代表 - 島本 （8年ぶり2回目）
- 大阪第二地区代表 - 大阪工大高※ （2年連続14回目）
- 大阪第三地区代表 - 同志社香里※ （初出場）
- 兵庫代表 - 報徳学園 （5年連続18回目）
- 奈良代表 - 天理※ （2年ぶり42回目）
- 和歌山代表 - 和歌山工 （3年連続6回目）

中国・四国
- 鳥取・島根代表 - 倉吉工（鳥取） （16年ぶり2回目）
- 岡山代表 - 倉敷工 （初出場）
- 広島代表 - 広島工※ （6年連続19回目）
- 山口代表 - 大津※ （5年連続7回目）
- 徳島代表 - 鳴門 （33年ぶり3回目）
- 香川・高知代表 - 坂出工（香川） （3年連続6回目）
- 愛媛代表 - 新田 （9年連続27回目）

九州
- 福岡代表 - 東福岡※ （2年ぶり2回目）
- 佐賀代表 - 佐賀工 （5年連続15回目）
- 長崎代表 - 長崎北 （初出場）
- 熊本代表 - 氷川 （3年連続3回目）
- 大分代表 - 大分舞鶴※ （2年ぶり25回目）
- 宮崎代表 - 延岡東 （2年連続3回目）
- 鹿児島代表 - 宮之城 （5年ぶり4回目）
- 沖縄代表 - コザ （5年連続5回目）

## 試合時間
※2回戦まで25分ハーフ（ランニングタイム）、3回戦以降30分ハーフで行う。同点で終了した場合は抽選で次回出場校を決める。

## 試合

### 1回戦
- 佐賀工 10 - 4 新潟
- 関商工 22 - 0 宮之城
- 勿来工 3 - 0 鳴門
- 若狭農林 8 - 0 鶴来
- 県千葉 23 - 0 氷川
- 北見北斗 16 - 16 島本
- 報徳学園 26 - 9 岡谷工
- 黒沢尻工 24 - 0 坂出工

- 作新学院 14 - 4 八幡工
- 延岡東 10 - 7 函館有斗
- 木本 14 - 4 倉吉工
- 長崎北 9 - 3 三本木農
- 東農大二 15 - 0 新田
- 和歌山工 15 - 3 砺波
- 石巻 4 - 0 コザ
- 清水南 6 - 3 倉敷工

### 2回戦
- 大阪工大高 29 - 0 佐賀工
- 茗溪学園 15 - 0 関商工
- 東福岡 39 - 3 勿来工
- 日川 9 - 6 若狭農林
- 大分舞鶴 20 - 0 県千葉
- 大東大一 18 - 9 北見北斗
- 報徳学園 15 - 13 大津
- 熊谷工 30 - 0 黒沢尻工

- 天理 23 - 6 作新学院
- 延岡東 7 - 3 西陵商
- 同志社香里 17 - 7 木本
- 秋田工 14 - 0 長崎北
- 東農大二 13 - 9 東山
- 相模台工 26 - 3 和歌山工
- 広島工 10 - 4 石巻
- 国学院久我山 13 - 8 清水南

### 3回戦
- 大阪工大高 28 - 8 茗溪学園
- 日川 29 - 10 東福岡
- 大分舞鶴 13 - 4 大東大一
- 熊谷工 37 - 3 報徳学園

- 天理 37 - 3 延岡東
- 同志社香里 7 - 6 秋田工
- 相模台工 10 - 6 東農大二
- 国学院久我山 45 - 0 広島工

### 準々決勝
- 大阪工大高 32 - 8 日川
- 熊谷工 19 - 12 大分舞鶴

- 天理 36 - 13 同志社香里
- 国学院久我山 15 - 6 相模台工

### 準決勝
- 熊谷工 12 - 7 大阪工大高
- 国学院久我山 21 - 0 天理

### 決勝
- 国学院久我山（4年ぶり4回目） 22 - 6 熊谷工

## 関連試合

### 第10回高校東西対抗試合
- 大会で特に活躍した選手を選抜した上で東西に分かれて行ういわば高校ラグビー版オールスターゲームである。

東軍監督神尾雅和、西軍監督後藤征士、1987年1月15日 国立競技場 試合結果東軍 26-6 西軍